# Katherine Clerk Maxwell
Katherine Mary Clerk Maxwell, född Dewar 1824, död 12 december 1886, var en skotsk vetenskapsman inom fysik, mest känd för sina observationer som stödde och bidrog till upptäckter gjorda av hennes make, James Clerk Maxwell. Mest anmärkningsvärda av dessa är hennes engagemang i makens experiment inom färgseende och viskositet i gaser. Hon var född Katherine Dewar 1824 i Glasgow gift Clerk Maxwell 1859. Hennes bidrag är till stor del registrerade i skrifter om hennes man, delvis på grund av en brand på familjen Maxwells egendom som förstörde många av familjens dokument.

## Tidigt liv och äktenskap
Katherine Mary Dewar var född 1824 i Glasgow, dotter till Susan Plats och den presbyterianska pastorn Daniel Dewar, rektor på Marischal College, Aberdeen. Det finns inte mycket dokumenterat om hennes ungdomsår.
När hon var i trettioårsåldern träffade hon James Clerk Maxwell under hans tid som professor i naturfilosofi vid Marischal College (1856–1860). Hennes far Daniel Dewar utvecklade en vänskap med Clerk Maxwell som resulterade i frekventa besök i det Dewarska hushållet samt en inbjudan att följa med dem på en familjesemester. James Clerk Maxwell tillkännagav deras förlovning i februari 1858 och de gifte sig i Gamla Machars församling i Aberdeen den 2 juni 1858. Paret fick aldrig några barn.

## Vetenskapliga bidrag
Före och under deras äktenskap hjälpte Katherine James i hans experiment på färgseende och gaser. Katherines synpunkter var värdefulla för James vetenskapliga arbete. I sin publikation i tidskriften Philosophical Transactions med titeln På teorin om sammansatta färger och de förbindelser av färger i spektrum, registrerade James observationer av två personer. Han avslöjar sig själv som observatören kallad J, men beskriver den andra markören anonymt som "en annan observatör (K)." Lewis Campbell bekräftar att observatören K verkligen var Katherine.

### Experiment i färgseende

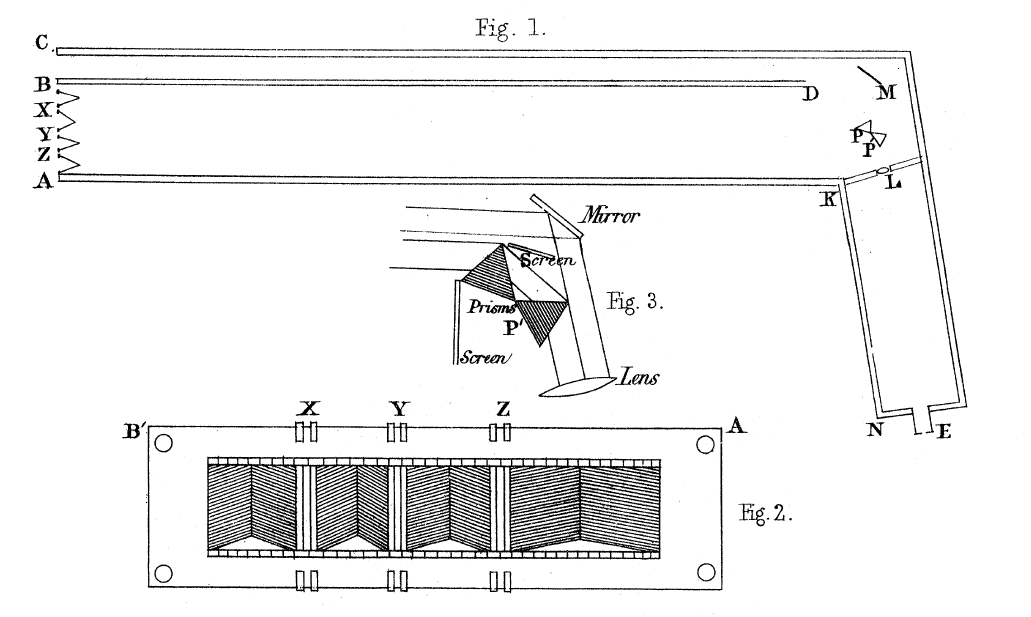
Detta är ett diagram över de instrument som användes av James och Katherine i färgljusexperimentet som var med i James Clerk Maxwells publikation i Philosophical Transactions med titeln "På Teorin om Sammansatta Färger, och de Förbindelser av Färger i Spektrumet." Vol. 150 s. 57-84. 1 januari 1860.

De apparater som användes i färgseendeexperimentet är avbildade i Fig. 1. Den var uppbyggd genom att kombinera en 5-fot-rut (AK) med en 2-foots box (KN) i 100-gradig vinkel. En spegel i M reflekterar ljus som kommer in genom öppningen på BC mot en lins vid L. Två liksidiga prismer i P bryter ljuset som kommer från tre skåror; X, Y och Z. Detta belyste prismerna med en kombination av de spektrala färger som skapats genom diffraktion av ljuset från skårorna. Ljuset var också synlig genom linsen i L. Observatören kikade sedan genom skåran i E medan operatören justerade position och bredd för varje skåra på X -, Y -, och Z tills observatören inte längre kunde skilja prismaljuset från det rena vita ljus som reflekterades av spegeln. Position och bredd varje för  skåra registrerades.
James och Katherine utförde experimentet i sitt hem. Deras grannar trodde förmodligen att de var "tokiga som tillbringade så många timmar med att stirra in i en kista." Katherines observationer skilde sig från Jame flertaliga gånger. James beskrev dessa skillnader i avsnitt XIII i sin publikation och konstaterar att det var en "mätbar skillnad" mellan färgerna som uppfattades av varje observatör. Campbell citerar också avläsningar av C. H. Cay som från Katherines, även om en tredje observatör inte anges i publiceringen i Philosophical Transactions. Detta ledde honom att utveckla sin teori om färgseende och det ledde också till upptäckten av (den vanligt förekommande) blindhet Foramen Centrale för blått ljus.

### Viskositet i gaser-experiment
I ett brev till P. G. Tait, skrev James Clerk Maxwell om Katherines bidrag till mätningarna av gasers viskositet i samband med hans artikel "På den Dynamiska Teorin om Gaser", där han säger att Katherine "gjorde allt det verkliga arbetet för kinetisk teori" och att hon nu var "...engagerad i andra undersökningar. När hon är klar kommer jag att låta er veta svaret på frågan [om experimentella data]". Delar av det mer krävande arbete som utfördes av Katherine i dessa experiment var att hålla igång den eld som  producerade ånga från en kastrull.
En brand i Glenlair förstörde de flesta av Maxwells dokument, vilket har gjort det svårt för historiker att rekonstruera ytterligare information om Katherine Clerk Maxwells vetenskapliga bidrag.